# Flint Mountain
Flint Mountain es una localidad situada en el municipio de Flint, en Flintshire, Gales (Reino Unido). Según el censo de 2021, tiene una población de 690 habitantes.
Está ubicada al noreste de Gales, cerca de la costa de la mar de Irlanda, de la desembocadura del río Dee y a poca distancia al oeste de la ciudad inglesa de Liverpool.